# Brewster Kahle
Brewster Kahle (New York, 21 oktober 1960) is een Amerikaanse internetondernemer, activist en bibliothecaris. Hij is bekend geworden als oprichter van Internet Archive. 

## Levensloop
Kahle studeerde in 1982 af aan MIT in computerwetenschap. Hij geldt als de uitvinder van het WAIS-systeem: om dit aan de man te brengen, richtte hij WAIS, Inc op. Dit bedrijf verkocht hij later aan AOL. Ook richtte hij het bedrijf Alexa Internet op, dat hij verkocht aan Amazon. Alexa zou later helpen bij het leveren van webpagina's voor Internet Archive, Kahle's grootste project.
Door middel van het non-profit Internet Archive tracht Kahle zijn ideaal te realiseren van Universal Access to all Knowledge (universele toegang tot alle kennis). Internet Archive geldt inmiddels als een van de grootste collecties websites, films, audio, boeken en software.
Kahle participeert ook in andere projecten die digitale toegang tot informatie moeten bevorderen, zoals Open Content Alliance, en door samenwerking met de Bibliotheca Alexandrina. Ook werkt hij samen met XS4All om te komen tot een Europese versie van Internet Archive. In 2012 werd Kahle door de Internet Society geëerd voor zijn bijdrage aan het internet door opgenomen te worden in de Internet Hall of Fame.